# Hutia-konga
Hutia-konga, též hutia kubánská nebo hutia stromová (Capromys pilorides), označovaná také jako „stromová nutrie“ je středně velký hlodavec, který žije na ostrově Kuba.

## Popis
- hmotnost: 4–9 kg
- délka těla: 30–60 cm
- délka ocasu: 15–30 cm

Hutia-konga je největší ze všech druhů hutií. Je to zavalitý hlodavec s krátkýma nohama, osrstěným silným ocasem a tupým čenichem, který vzdáleně připomíná nutrii. Oči i uši jsou malé. Dlouhá srst je hrubší, ale velmi hustá, na hřbetě světlejší než na břiše. Existuje mnoho barevných odstínů od černé, šedé a hnědé až k nažloutlému nebo zrzavému zbarvení. Kožešina hutie je velmi ceněna.

## Rozšíření a stanoviště
Hutia-konga je endemitem Kubánských ostrovů, žije na hlavním ostrově a několika dalších blízkých ostrovech (Isla de la Juventud, Archipiélago de Sabana aj.). Severní populace se stahuje do mokřadů a mangrovových porostů, kde žije převážně ve větvích stromů. Jinde žijí hutie převážně na zemi a obývají širokou škálu biotopů, mlžné lesy kubánských hor, opadavé lesy i polopouštní oblasti při pobřeží.

## Biologie
Hutia-konga je aktivní ve dne, v noci odpočívají v dutinách stromů nebo v úkrytech mezi kořeny a kameny. Žije v párech nebo malých skupinách. Je všežravec a potravu si hledá převážně na zemi, přestože výborně šplhá a dovede se dostat k jídlu i vysoko v korunách stromů. Živí se listy, pupeny i mladými větvičkami, také plody, kůrou a bezobratlými nebo drobnými obratlovci. V zajetí má zvláště ráda aromatické byliny, jako je např. máta či meduňka.
Páří se celoročně, samice je březí 110–140 dní a rodí nejčastěji dvě mláďata, která jsou dobře vyvinutá a brzy po narození dovedou běhat a začínají šplhat. Přesto jsou však odstavena až v 5 měsících věku. Mladé hutie pohlavně dospívají v 10 měsících, v zajetí se pak mohou dožít až 11 let.

## Ohrožení
V důsledku kácení lesů a lovu pro chutné maso početní stavy hutie stromové klesají. Na rozdíl od ostatních druhů hutií však není ohrožena vyhynutím, její populace je ohrožena jen na východě ostrova, jinde jsou stále dostatečně hojné na to, aby byly považovány za škůdce.

## Chov v zoo
Chov hutií patří v současnosti spíše k raritám. V celé Evropě byly v květnu 2018 k vidění jen v 16 institucích. V Česku hutie v té době chovaly čtyři zoologické zahrady. To platilo i na konci roku 2018. V roce 2019 byl tento druh ze Zoo Praha dovezen také do Zoo Jihlava. V létě 2019 tak byl chován v těchto pěti zoo:
- Zoo Brno
- Zoo Děčín
- Zoo Jihlava
- Zoo Plzeň
- Zoo Praha

## Chov v Zoo Praha
První hutie přišly do Zoo Praha v roce 1963 přímo z kubánské Havany. Pražský a také český prvoodchov se podařil již v 60. letech 20. století. Ke konci roku 2017 bylo chováno šest jedinců. Za rok 2018 se podařilo odchovat osm mláďat. Ke konci roku 2018 bylo chováno 13 jedinců. Jedno mládě přišlo na svět v březnu 2019, hned tři se narodila v dubnu 2020.
K vidění jsou v horní části zoo v komplexu expozic amerických zvířat, nedaleko výběhu ledních medvědů.
Zoo Praha vede evropský monitoring tohoto druhu.

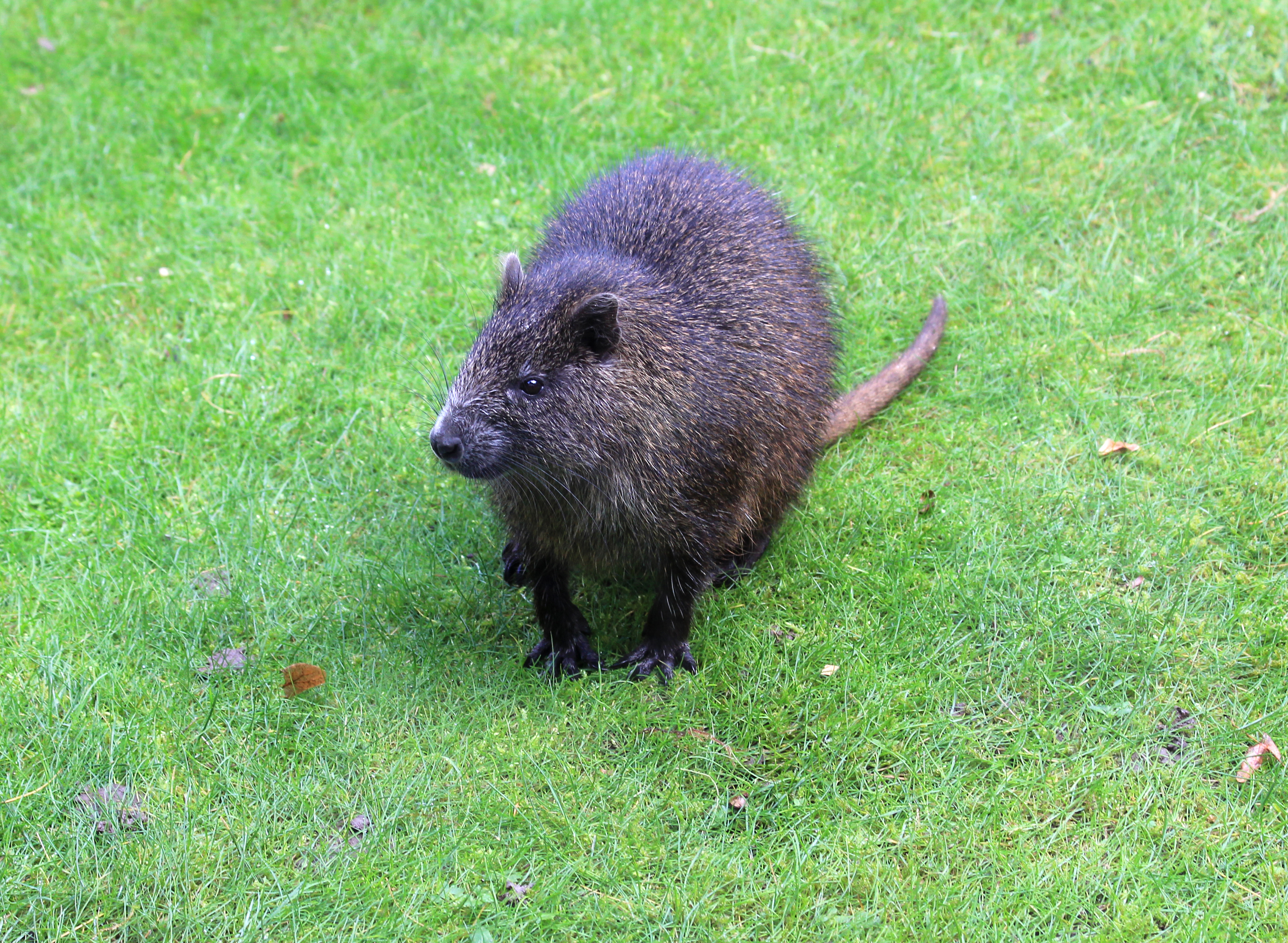
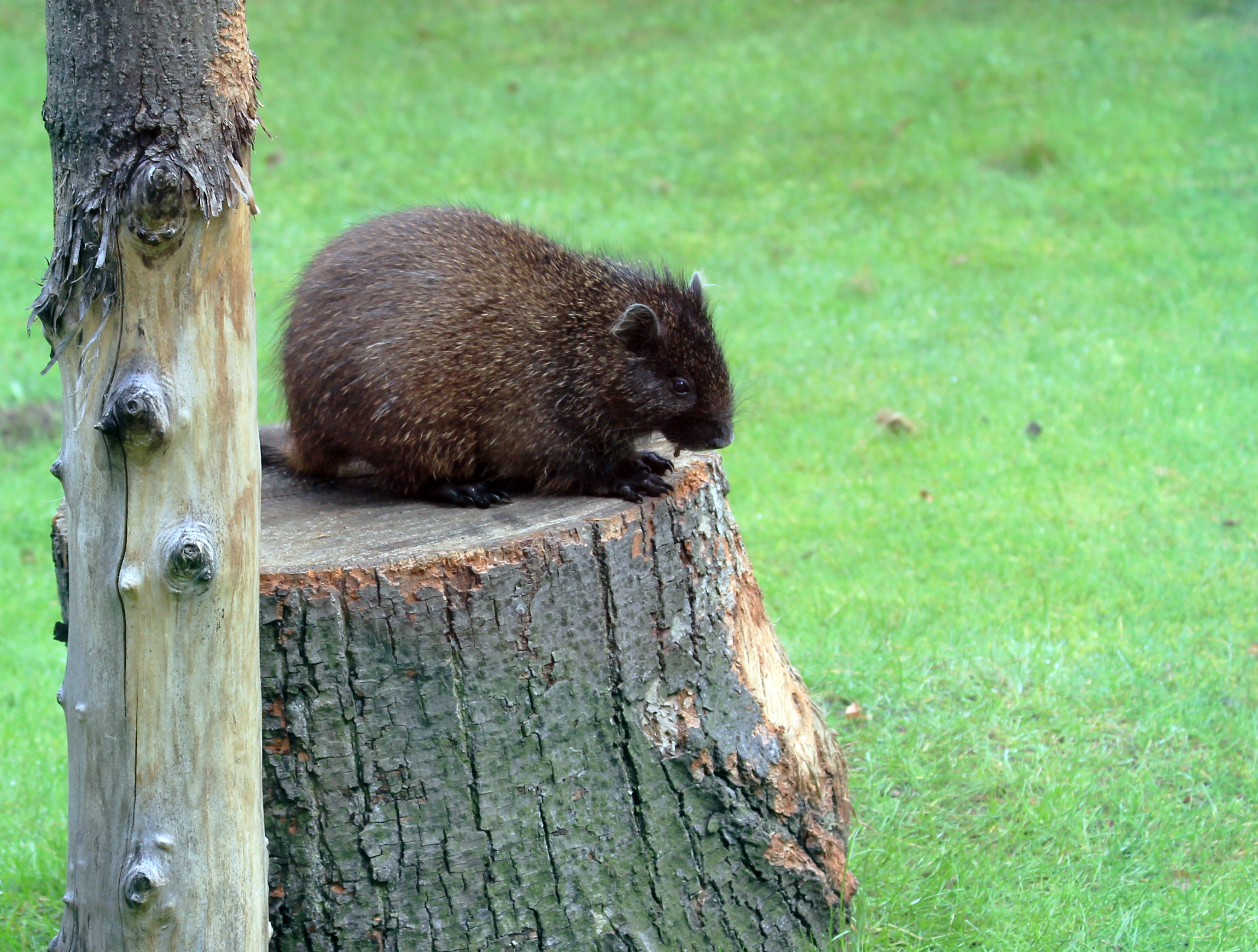
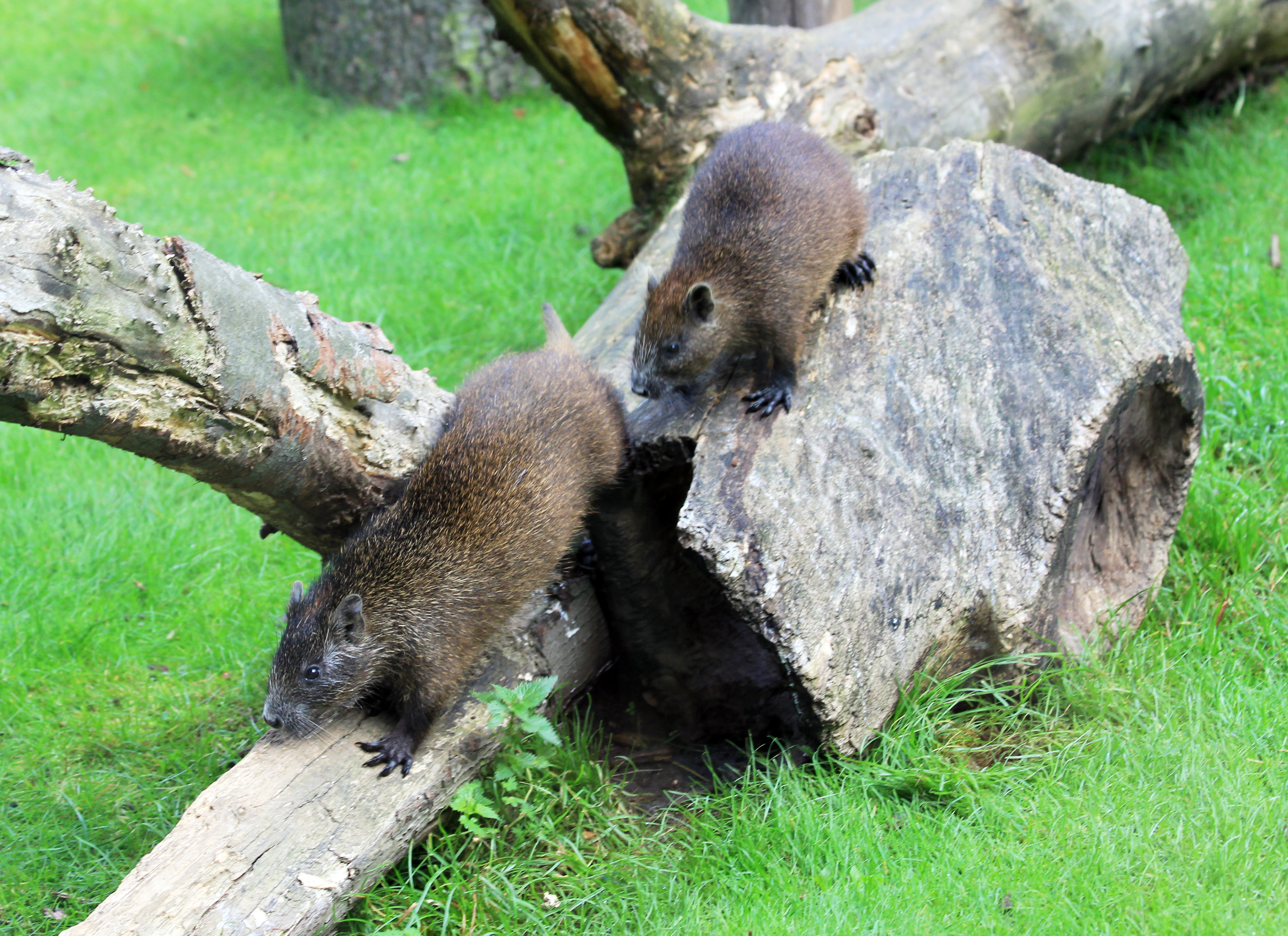
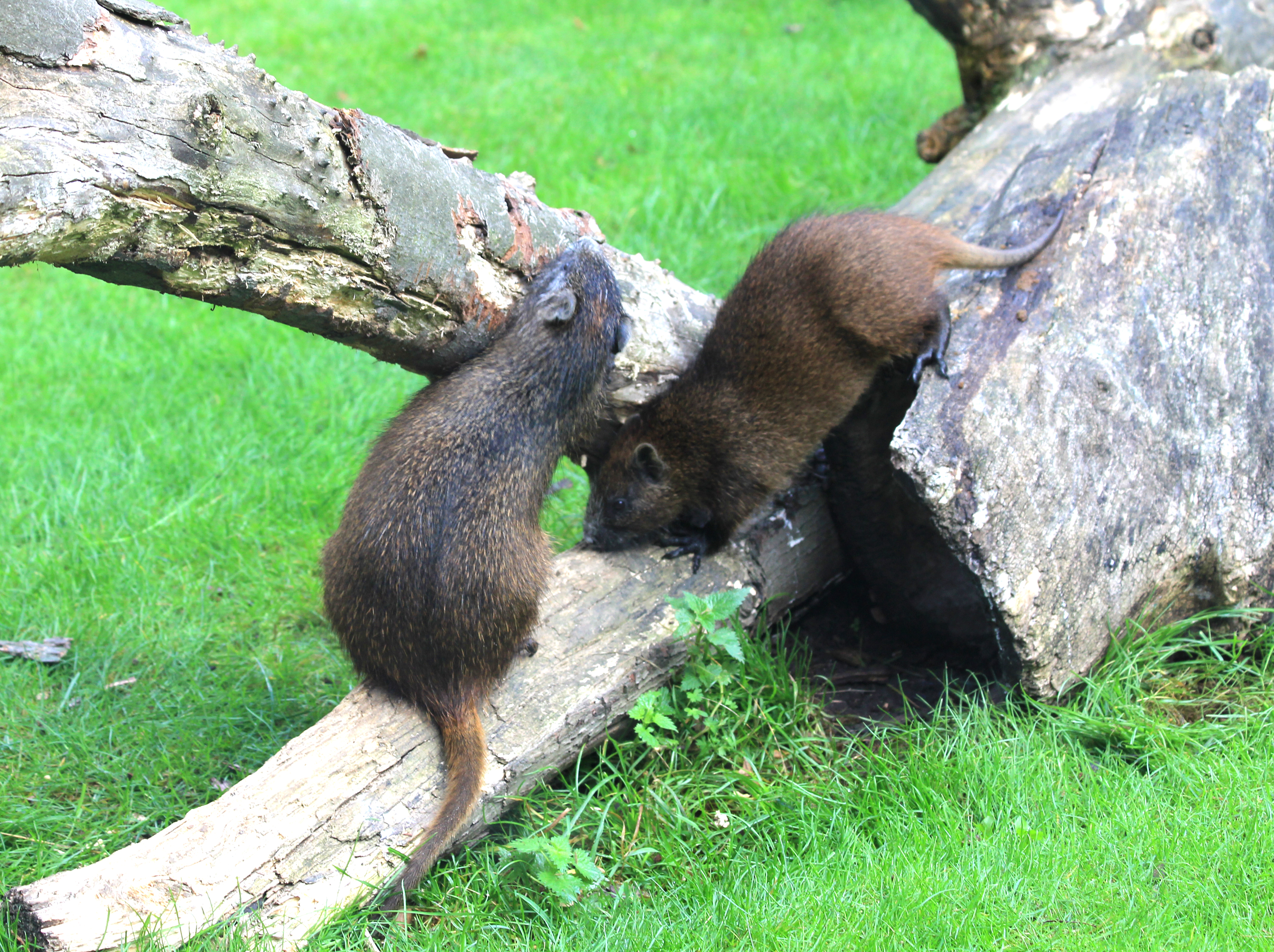
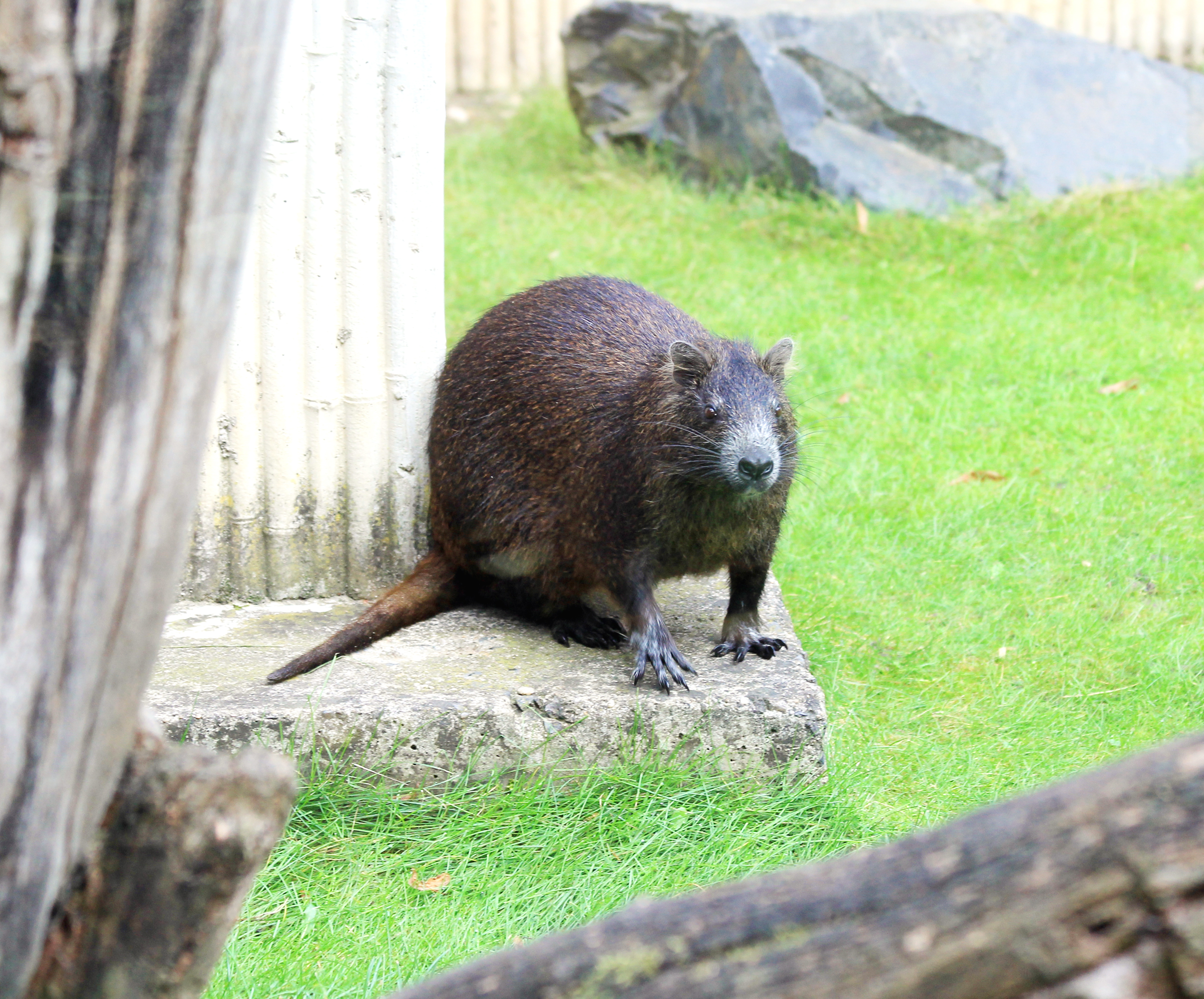
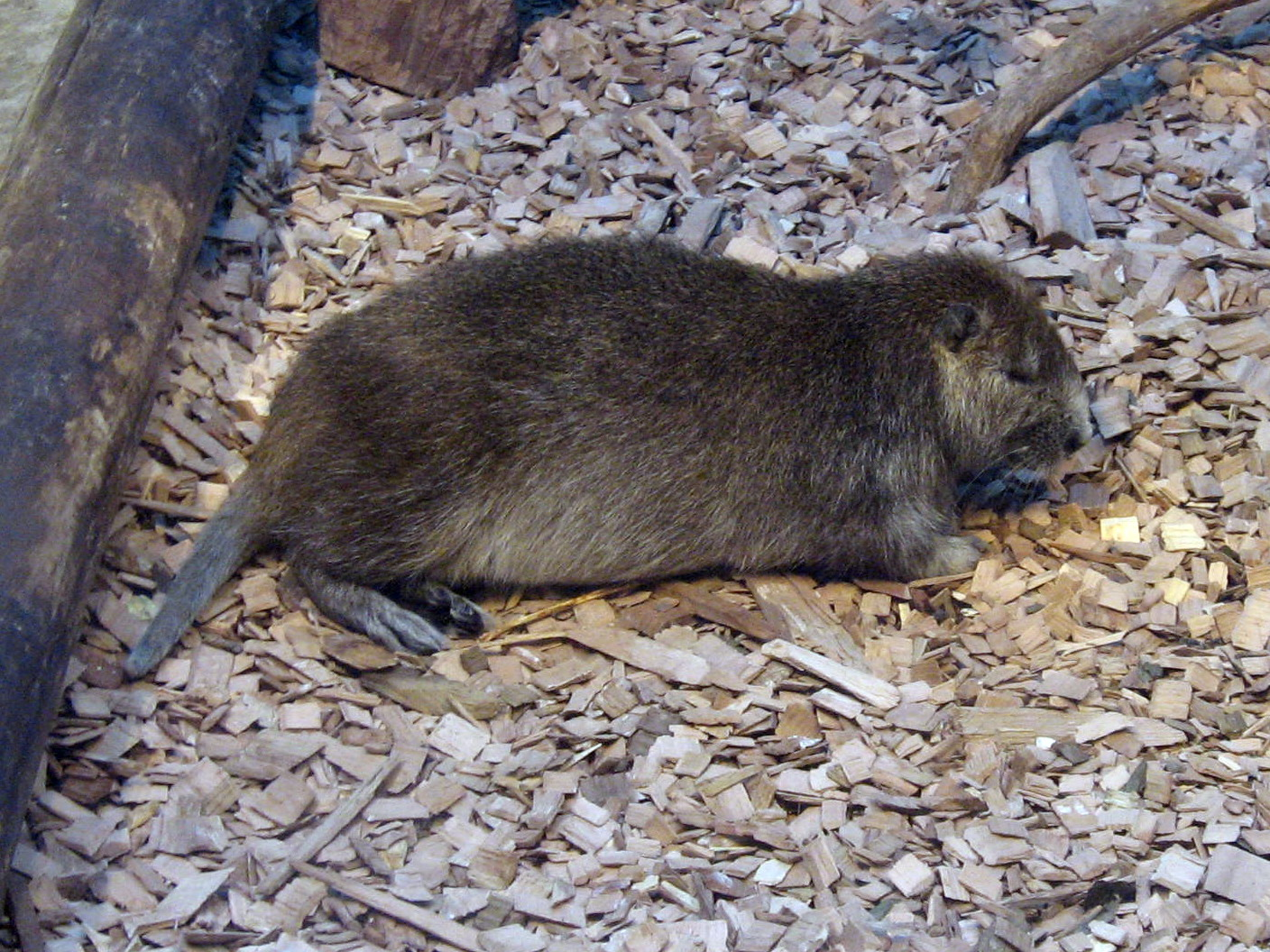

## Poznámka
Hutie stromová je české jméno také pro hutii Mysateles prehensilis.